# (7718) Desnoux
(7718) Desnoux est un astéroïde de la ceinture principale.

## Description
(7718) Desnoux est un astéroïde de la ceinture principale. Il fut découvert le 10 mars 1997 à Ramonville-Saint-Agne par Christian Buil. Il présente une orbite caractérisée par un demi-grand axe de 3,04 UA, une excentricité de 0,11 et une inclinaison de 12,6° par rapport à l'écliptique.

## Compléments